# Góra Parkowa (Sanok)
Góra Parkowa w Sanoku, znana też pod nazwami: Stróżnia, Straszyna Góra, Struszyna, Stróże, Aptekarka, Góra Mickiewicza, Góra Parkowa, Władycza Góra (364 m n.p.m.) – góra znajdująca się w centrum miasta Sanoka.

## Historia
W źródłach historycznych góra wspomniana po raz pierwszy w 1446, gdy królowa Zofia potwierdzając orzeczenie komisarzy przez siebie wyznaczonych dla rozstrzygnięcia sporu między radą i pospólstwem miasta Sanoka a Tomaszem Skonczewiczem, mieszczaninem, o ogród na górze Stroznia, położony blisko miasta, przyznaje ten ogród miastu. Ówczesna nazwa góry Stróżnia pochodziła od straży (stróży) wystawianych na szczycie, które w zamierzeniu miały dokonywać obserwacji okolic i w razie potrzeby alarmować Zamek Królewski o zbliżaniu się potencjalnych wrogów.
Plan katastralny miasta z 1852 podał nazwę tej góry jako Struszyna Góra. Z kolei nazwa Aptekarka wiąże się z terenami położonymi u podnóża góry od strony południowej i wschodniej, należącymi do Jana Zarewicza, który był farmaceutą i posiadał Aptekę Obwodową (później prowadzili ją Feliks Giela i Marian Kawski).
W związku z obchodami 300-lecia unii lubelskiej Rada Miejska w Sanoku uchwaliła 6 sierpnia 1869, że w trakcie uroczystości 11 sierpnia 1869 zostaną położone i poświęcone fundamenty pod pomnik na górze Stróżni na gruncie Ignacego Gądylowskiego lub Ksawerego Chmielowskiego lub Katarzyny Stopczyńskiej. W związku z setną rocznicą urodzin Adama Mickiewicza w 1898 roku na górze usypano kopiec (także imienia poety), a na zboczach utworzono park miejski im. Adama Mickiewicza w Sanoku. Jego projekt wykonał architekt miejski, Władysław Beksiński. Tworzenie parku miejskiego zainicjowało pierwotnie towarzystwo "Znicz" (zajmujące się krzewieniem oświaty, kultury, czytelnictwa) za sprawą jej organizatora Jana Zarewicza (z zawodu aptekarza – stąd nazwa góry Aptekarka). Zarewicz odstąpił miastu za symboliczną kwotę południowe i wschodnie zbocza góry Stróżni. Podobnie uczynił hrabia dr Aleksander Mniszek-Tchorznicki (jako sędzia i przewodniczący delegacji przyczynił się do pozostania Morskiego Oka w granicach Polski w wyniku sporu terytorialnego), który na przełomie 1909/1910 ofiarował miastu północne zbocze góry o powierzchni 7 morgów ziemi celem powiększenia areału parku. Zgodnie z decyzją Towarzystwa Upiększania Miasta Sanoka anektowana część ogrodu miejskiego została mianowana imieniem Fryderyka Chopina w setną rocznicę urodzin kompozytora (1910).
U kresu II wojny światowej po nadejściu frontu wschodniego jesienią 1944 na południowym stoku góry ulokowane punkty obserwacyjne dowódca jednostek Armii Czerwonej.
Na górze znajduje się wieża nadawcza TSR Góra Parkowa o wysokości 38 m, która do 19 marca 2013 nadawała naziemnie analogowo programy TVP1 i TVP2. Tego samego dnia rozpoczęto cyfrową emisję naziemną. Obecnie jest emitowany III multipleks naziemnej telewizji cyfrowej.